# Henri Picard (acteur)
Pour les articles homonymes, voir Henri Picard et Picard.
Henri Picard, né le 6 juillet 2001, parfois crédité comme Henri Richer-Picard, est un acteur québécois. Il s'est fait connaitre pour son rôle de soutien en tant que Marc dans le film À tous ceux qui ne me lisent pas, pour lequel il est nommé pour le prix Iris du meilleur acteur de soutien aux 21e gala Québec Cinéma en 2019. Il tient le rôle principal du le film Le Plongeur (2023).
Il joue un rôle de soutien important dans la télésérie Cerebrum (2019-2022). Il est également apparu dans les séries télévisées Trauma, Jenny, District 31, Indéfendable, Chaos et Toute la vie, et les films Audition (L'Audition), Ésimésac, Les Rois mongols, Mon Boy (en), La Cordonnière, Mafia Inc. et Maria Chapdelaine. On le voit aussi dans le court-métrage Mon boy (2017).
Il est le fils des comédiens Luc Picard et Isabel Richer.

## Filmographie

### Télévision
- 2017-2021 : Jenny : Charles
- 2020 : District 31 : Mathéo Deraspe
- 2020-2022 : Cerebrum : William Beaulieu-Lacombe
- 2021 : Toute la vie : Derek Fournier
- 2021 : Chaos : Charles Bilodeau
- 2022- : Les Bracelets rouges : Mathis
- 2022- : Stat : Éloi Foster
- 2023- : Lou et Sophie : Kevin
- 2023- : Indéfendable : Thomas Dorion
- 2023- : Lac noir : Raphaël

### Cinéma
- 2005 : L'audition de Luc Picard : le petit garçon
- 2017 : Les Rois mongols de Luc Picard : Martin St-Jean
- 2018 : À tous ceux qui ne me lisent pas de Yan Giroux : Marc
- 2018 : Mon Boy (en) (court métrage) de Sarah Pellerin : Louis
- 2019 : Mafia Inc. de Podz : Vincent « Vince » Gamache, 13-16 ans
- 2020 : Comme des garçons (court métrage) de Romane Garant Chartrand : Axel
- 2020 : L'Abat (court métrage) d'Olivier Côté : Théo
- 2021 : Maria Chapdelaine de Sébastien Pilote : Esdras Chapdelaine
- 2021 : La Vie des êtres (court métrage) de Cédric Bérard-Patry : Ludovic
- 2023 : Le Plongeur de Francis Leclerc : Stéphane
- 2023 : La Cordonnière de François Bouvier : Ferdinand Dufresne